# Cynorta
Genre
Synonymes
- Abria Sørensen, 1932

Cynorta est un genre d'opilions laniatores de la famille des Cosmetidae.

## Distribution
Les espèces de ce genre se rencontrent du Nord de l'Amérique du Sud au Sud de l'Amérique du Nord.

## Liste des espèces
Selon World Catalogue of Opiliones (17/07/2021) :
- Cynorta albanalis Roewer, 1947
- Cynorta albiadspersa Roewer, 1928
- Cynorta albicruciata Roewer, 1947
- Cynorta albicurvata Roewer, 1947
- Cynorta albiornata Roewer, 1912
- Cynorta albipicta Roewer, 1947
- Cynorta albituber Roewer, 1952
- Cynorta alvarezi Beutelspacher-Baigts, 1988
- Cynorta aniuskae González-Sponga, 1992
- Cynorta annulata Roewer, 1947
- Cynorta arborescens Goodnight & Goodnight, 1953
- Cynorta astora Goodnight & Goodnight, 1942
- Cynorta aveledoi González-Sponga, 2008
- Cynorta azucaria Roewer, 1959
- Cynorta barloventensis González-Sponga, 1992
- Cynorta bassleri Goodnight & Goodnight, 1943
- Cynorta bifurcata Roewer, 1947
- Cynorta blasi Goodnight & Goodnight, 1953
- Cynorta bochinchana González-Sponga, 1992
- Cynorta boconoensis González-Sponga, 1998
- Cynorta bordoni Avram & Soares, 1983
- Cynorta bromeliaca Goodnight & Goodnight, 1949
- Cynorta bromeliacia Goodnight & Goodnight, 1947
- Cynorta calcarapicalis Roewer, 1912
- Cynorta calcarbasalis Roewer, 1912
- Cynorta calycina Sørensen, 1932
- Cynorta camachoi González-Sponga, 1992
- Cynorta cancellata Roewer, 1947
- Cynorta carapoensis González-Sponga, 1998
- Cynorta cardenasi Goodnight & Goodnight, 1945
- Cynorta carraoensis González-Sponga, 1998
- Cynorta casa Goodnight & Goodnight, 1953
- Cynorta casita Goodnight & Goodnight, 1942
- Cynorta catenulata Roewer, 1947
- Cynorta ceara Roewer, 1928
- Cynorta churubusci Goodnight & Goodnight, 1953
- Cynorta circumbrosa Roewer, 1928
- Cynorta clavipus Roewer, 1928
- Cynorta clunipecten Roewer, 1947
- Cynorta columbiana Goodnight & Goodnight, 1977
- Cynorta compressicoxa Avram & Soares, 1983
- Cynorta conspersa (Perty, 1833)
- Cynorta coronata Caporiacco, 1947
- Cynorta coxaepunctata Roewer, 1947
- Cynorta coxalis Roewer, 1933
- Cynorta crassa González-Sponga, 1992
- Cynorta cruzensis Goodnight & Goodnight, 1947
- Cynorta dampfi Roewer, 1931
- Cynorta dariensis Roewer, 1925
- Cynorta davisi Goodnight & Goodnight, 1942
- Cynorta dearuwa González-Sponga, 1992
- Cynorta dentipes Pickard-Cambridge, 1904
- Cynorta discreta Chamberlin, 1925
- Cynorta eremitica González-Sponga, 1992
- Cynorta flavoclathrata Simon, 1879
- Cynorta flavornata Banks, 1913
- Cynorta formosa Goodnight & Goodnight, 1946
- Cynorta fortina Goodnight & Goodnight, 1945
- Cynorta fraterna Banks, 1909
- Cynorta gamma Roewer, 1917
- Cynorta geayi Roewer, 1912
- Cynorta geniculata Roewer, 1947
- Cynorta goodnighti Beutelspacher-Baigts, 1988
- Cynorta gregaria Goodnight & Goodnight, 1954
- Cynorta guadalupensis Goodnight & Goodnight, 1973
- Cynorta guanjuina Roewer, 1957
- Cynorta guasinensis González-Sponga, 1992
- Cynorta hassleri Goodnight & Goodnight, 1942
- Cynorta hondurensis Goodnight & Goodnight, 1947
- Cynorta huanuco Avram & Soares, 1983
- Cynorta immaculata Roewer, 1956
- Cynorta infracta Roewer, 1928
- Cynorta infulata Roewer, 1959
- Cynorta innominata Henriksen, 1932
- Cynorta interjecta Roewer, 1947
- Cynorta jamesoni Goodnight & Goodnight, 1973
- Cynorta jose-carlosi Beutelspacher-Baigts, 1988
- Cynorta juncta (Gervais, 1844)
- Cynorta krausi Roewer, 1963
- Cynorta lateralis Roewer, 1928
- Cynorta leucopyga Roewer, 1947
- Cynorta limona Goodnight & Goodnight, 1942
- Cynorta lineata Roewer, 1915
- Cynorta lithoclasica Avram, 1981
- Cynorta liturata Roewer, 1928
- Cynorta m-inscriptum (Mello-Leitão, 1939)
- Cynorta maculabnormis González-Sponga, 1992
- Cynorta maculorum Goodnight & Goodnight, 1943
- Cynorta magnifica Roewer, 1947
- Cynorta maimirensis González-Sponga, 1992
- Cynorta marginalis Banks, 1909
- Cynorta meinerti González-Sponga, 1992
- Cynorta mesaensis González-Sponga, 1992
- Cynorta mira Soares, 1970
- Cynorta multigranulata González-Sponga, 1992
- Cynorta munozgrateroli González-Sponga, 1992
- Cynorta nigrotuberosa Caporiacco, 1951
- Cynorta notabilis Soares, 1970
- Cynorta oxapampa Roewer, 1952
- Cynorta palmarum Goodnight & Goodnight, 1953
- Cynorta paolilloi González-Sponga, 1992
- Cynorta peninsulana González-Sponga, 1992
- Cynorta pichitana Roewer, 1959
- Cynorta pictoides Kury & García, 2016
- Cynorta pleuralis Chamberlin, 1925
- Cynorta poaensis Avram, 1981
- Cynorta posticata Banks, 1909
- Cynorta pozoblancoi González-Sponga, 2008
- Cynorta praeoculata González-Sponga, 1992
- Cynorta propria Roewer, 1947
- Cynorta puna Roewer, 1928
- Cynorta punctatolineata Roewer, 1917
- Cynorta punctiacuta González-Sponga, 1992
- Cynorta punctiterga Roewer, 1947
- Cynorta quibijana Avram, 1981
- Cynorta quinquesignata Franganillo-Balboa, 1926
- Cynorta ramulata Roewer, 1947
- Cynorta refracta Mello-Leitão, 1940
- Cynorta rorida Roewer, 1928
- Cynorta salvadorensis Roewer, 1954
- Cynorta sayensis Goodnight & Goodnight, 1942
- Cynorta scripta Simon, 1879
- Cynorta seminata Roewer, 1917
- Cynorta sextuberculata Franganillo-Balboa, 1926
- Cynorta sigillata Roewer, 1912
- Cynorta simplex Roewer, 1928
- Cynorta sinuosa Roewer, 1947
- Cynorta skwarrae Roewer, 1931
- Cynorta sturmi Roewer, 1963
- Cynorta sulphurata Roewer, 1912
- Cynorta surinamia Roewer, 1947
- Cynorta thoraxpicta Roewer, 1957
- Cynorta tingaria Avram & Soares, 1983
- Cynorta triangulata Goodnight & Goodnight, 1942
- Cynorta unciscripta Roewer, 1928
- Cynorta unicruciata Roewer, 1947
- Cynorta v-flavum González-Sponga, 1992
- Cynorta vancleavi Goodnight & Goodnight, 1942
- Cynorta variegata Roewer, 1947
- Cynorta vestita Roewer, 1912
- Cynorta zilchi Roewer, 1963
- Cynorta zonata Roewer, 1947
- Cynorta zuliana González-Sponga, 1992

(Cynorta ornatissima González-Sponga, 1992 =  Abria innominata, et  Cynorta montis González-Sponga, 1992 = Abria reticulata (Roewer, 1947) en Villarreal, Medrano & Kury 2023)

## Publication originale
- C. L. Koch, 1839 : Die Arachniden: Getreu nach der Natur abgebildet und beschrieben., vol. 5, p. 1–158 (texte intégral).